# マリアの息子
マリアの息子（マリアのむすこ、Son of Maryam, ﭕﺴﺮ مريم）は1999年に制作されたハミド・ジェベリ監督によるイラン映画。主演はモフセン・ファルサフィン、ラフィーク・デルガブリリアン、ハディ・ナイニザーデ。
日本では2017年のイスラーム映画祭で上映された。

## ストーリー
イラン北西部ウルミエ湖近くの村で、牛乳配達をするムスリムの少年ラフマンは、生まれた時に母を亡くしている。牛乳を届けているキリスト教会で神父から見せてもらったマリア様の絵に母の顔を重ねる。ラフマンの母の名前もマリヤム(マリア)なのだ。
ある日、神父が屋上の十字架を補修しようとして梯子を踏み外し動けなくなってしまう。ラフマンは神父のため、盲目の友人とともに奔走する。大人達はそんな少年達をクルアーンの教えにものっとった善い行いだと応援する。昔世話になったと料理を届ける者もいる。
ラフマンは神父に頼まれてウルミエの町にいるという神父の弟を探しに行く。しかし村に戻ると、神父はこの世を去り、村の人々たちはアーシュラーの祝賀のために巡礼を始めていた。